# Adeloucos
Adeloucos era, em 1747, uma aldeia do termo da vila de Alhandra, Comarca de Torres Vedras, Patriarcado de Lisboa Província da Estremadura. Tinha na época vinte vizinhos.